# Uhartehiri
Uhartehiri (en francès i oficialment Uhart-Mixe), és un municipi de la Baixa Navarra, un dels set territoris del País Basc, al departament dels Pirineus Atlàntics i a la regió de la Nova Aquitània. Limita amb les comunes de Donapaleu al nord, Ostankoa i Izura-Azme a l'oest, Arhantsusi i Pagola al sud, Lohitzüne-Oihergi i Larribarre-Sorhapürü a l'est

## Demografia
| Evolució de la població |      |      |      |      |      |      |      |      |
| 1793                    | 1800 | 1806 | 1821 | 1831 | 1836 | 1841 | 1846 | 1851 |
| 350                     | 339  | 361  | 393  | 420  | 415  | 437  | 442  | 406  |

| 1856 | 1861 | 1866 | 1872 | 1876 | 1881 | 1886 | 1891 | 1896 |
| ---- | ---- | ---- | ---- | ---- | ---- | ---- | ---- | ---- |
| 380  | 350  | 380  | 340  | 343  | 401  | 381  | 361  | 345  |

| 1901 | 1906 | 1911 | 1921 | 1926 | 1931 | 1936 | 1946 | 1954 |
| ---- | ---- | ---- | ---- | ---- | ---- | ---- | ---- | ---- |
| 347  | 340  | 312  | 293  | 290  | 282  | 292  | 275  | 264  |

| 1962 | 1968 | 1975 | 1982 | 1990 | 1999 | 2006 | 2011 | 2016 |
| ---- | ---- | ---- | ---- | ---- | ---- | ---- | ---- | ---- |
| 210  | 214  | 205  | 209  | 202  | 204  | 214  | -    | -    |

| 2019 | - | - | - | - | - | - | - | - |
| ---- | - | - | - | - | - | - | - | - |
| -    | - | - | - | - | - | - | - | - |

## Administració
| Data d'elecció                               | Identitat              | Qualitat |
| -------------------------------------------- | ---------------------- | -------- |
| Les dades anteriors a 1989 són desconegudes. |                        |          |
| 1995                                         | Rose-Marie Pouchoulou  |          |
| 2001                                         | Marie-Pierre Ithurbide |          |

## Personalitats cèlebres
- Gustave d'Uhart (1791-1860)
- Martial-Henri Berdoly (1844-1905), polític.